# 林孝庭
林孝庭（1971年—），出生於臺灣臺北市，是中華民國歷史學者，專長為政治史、外交史，畢業於國立臺灣大學政治系、國立政治大學外交研究所，並且在牛津大學聖十字學院東方學部取得博士學位。目前擔任史丹佛大學胡佛研究所研究員，2010年起擔任史丹佛大學胡佛檔案館東亞館藏部主任。
其研究領域為近代中國政治、外交、軍事、邊疆與少數民族問題、中英外交史、冷戰時期美、中、臺三邊政治、外交與軍事關係等。

## 著作
- 《台海‧冷戰‧蔣介石：解密檔案中消失的台灣史 1948-1988》（台北：聯經出版，2015）；簡體字版，《困守與反攻：冷戰中的台灣選擇》（北京：九州出版社，2017）
- 黃中憲譯，《意外的國度：蔣介石、美國、與近代台灣的形塑》（台北：遠足文化，2017）
- 朱麗雙譯，《西藏問題：民國政府的邊疆與民族政治（1928-1949）》（香港：香港中文大學，2018）
- 《蔣經國的台灣時代：中華民國與冷戰下的台灣》（台北：遠足文化，2021）